# Henri Deloncle

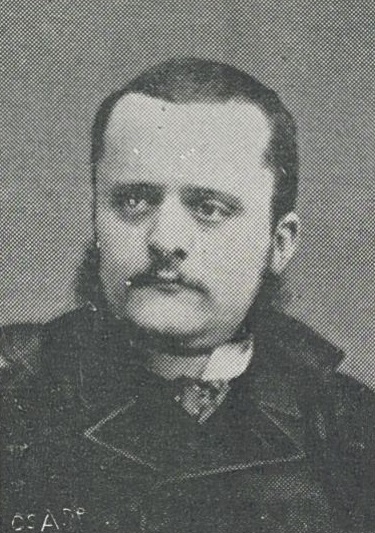
Henri Deloncle

Antoine Benoît Henri Deloncle (* 12. Juli 1861 in Montauban; † 19. Januar 1898 in Paris) war ein französischer Journalist.

## Leben

### Familie
Henri war der Sohn des Buchhändlers Antoine Joseph Eugène Deloncle (1830–1887) und der Anne Magdeleine Adèle Caroline Joséphine Lathelize. Als Gegner des Staatsstreichs vom 2. Dezember 1851 verlor Eugène Deloncle seinen Posten als Lehrer und wurde zur Deportation nach Lambèse – damals Teil von Französisch-Algerien – verurteilt. Nach der Revolution vom 4. September 1870 wurde dieser Freund von Léon Gambetta Sekretär von Charles de Freycinet, Präfekt von Oran und später Generalsekretär des Rathauses von Lyon.
Henri hatte vier Brüder:
- Louis (1854–1898), Kapitän zur See, der beim Untergang des Schiffes La Bourgogne ums Leben kam, Vater von sechs Kindern, darunter der spätere Terrorist und Cagoulard Eugène Deloncle;
- François (1856–1922), Orientalist, Diplomat, Abgeordneter der Basses-Alpes und des französischen Cochinchina;[1]
- Joseph (1860–1892), Interimsgouverneur des Gebiets von Obock.[2]
- Charles (1866–1938), Agraringenieur, Abgeordneter und später Senator des Départements Seine.[3]

### Journalismus

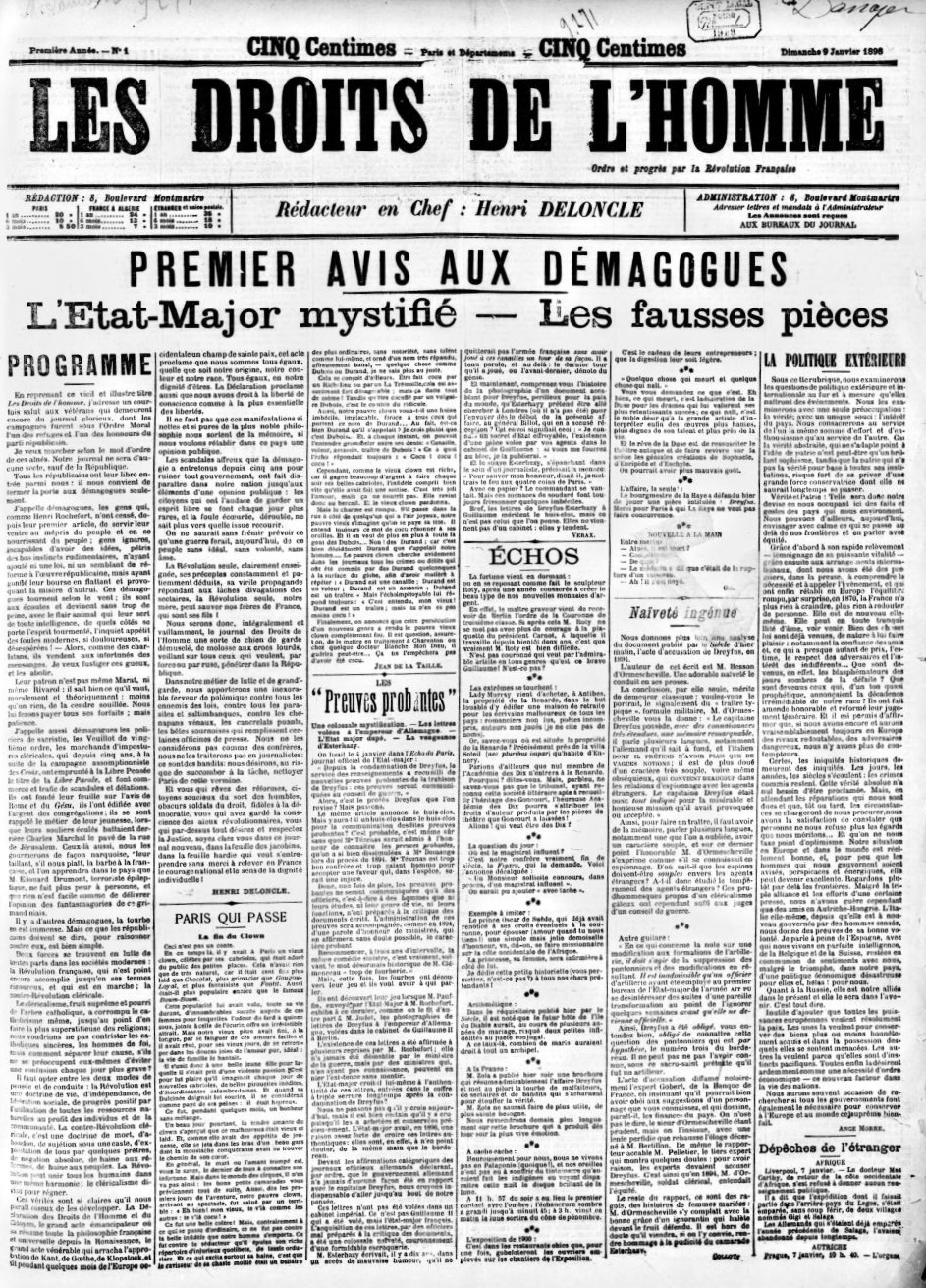
Les Droits de l’homme Nr. 1 vom 9. Januar 1898

Nachdem er ein brillanter Schüler des Lycée Charlemagne war, wo er 1875 einen ersten Preis in Geschichte und Geographie gewonnen hatte, setzte Henri Deloncle sein Studium an der École nationale des chartes fort und besuchte auch die École pratique des hautes études und die École de droit. 1881, mehr als zwei Jahre vor seinem Abschluss als paläographischer Archivar, trat er in den Archivdienst des Außenministeriums ein. Als anerkannter Redner gehörte er der Molé-Konferenz an und hielt Vorträge in Arbeitermilieus.
Schon bald widmete er sich dem Journalismus und schrieb vor 1884 hauptsächlich für Hector Pessards National. Er schrieb auch für die Revue des Deux Mondes und La Nouvelle Revue von Juliette Adam, der er ein Projekt für eine Zeitung vorstellte, an der Karl Marx und Benoît Malon mitarbeiten sollten.
Nach 1889 war er Mitarbeiter von Le Siècle, dessen Chefredakteur er 1890 unter der Leitung seines älteren Bruders François wurde. Im selben Jahr übernahm er die politische Leitung von La Dépêche und L’Union libérale, Zeitungen, die dem berüchtigten Daniel Wilson (dieser war 1887 Hauptakteur im staatserschütternden Ordensskandal gewesen) gehörten. 1893 war er Direktor der von Jules Brisson gegründeten gemäßigten republikanischen Zeitung Le Parti national. Er fungierte auch als Pariser Korrespondent von L’Indépendance belge.
Im Laufe seiner Karriere arbeitete Deloncle auch für andere Zeitschriften wie Paris, L’Événement, La Vie contemporaine und La Revue municipale. Am Ende seines Lebens wurde er Chefredakteur einer neuen Zeitung, Les Droits de l’homme, die an der Kampagne für die Wiederaufnahme des Prozesses gegen Alfred Dreyfus teilnahm.

### Politik
Henri Deloncle war ein Freidenker und wurde im Dezember 1882 in die Freimaurerei in der Loge Libre-Examen (abhängig vom Supreme Conseil de France) eingeweiht, wo er im Oktober 1884 den Meistergrad erhielt. Im Mai 1895 wechselte er zur Loge Alsace-Lorraine, wo er einer der Redner wurde.
Er trat 1883 der jungen (rechtsradikalen und antisemitischen) Ligue des Patriotes (LDP) bei, zu deren Vorstand er bald gehörte. Deloncle wurde der erste Leutnant des Führers der LDP, des Dichters Paul Déroulède, zu dem er „ödipale und sadomasochistische Beziehungen“ entwickelte, wobei Déroulède den jungen Mann eher wie einen Diener als einen Stellvertreter oder Schüler behandelte. Für die LDP gründete Deloncle eine Wirtschaftssektion und verfasste Artikel für das Organ der Liga, Le Drapeau. Im Jahr 1884 schrieb er eine lobende Notiz über Cornelius Herz, einen Geschäftsmann, der ihm einen Kredit für eine Studienreise nach Deutschland und Amerika gewährt hatte. Da Herz in den Panamaskandal verwickelt war, musste sich Deloncle 1893 von ihm distanzieren.
Ende 1887 widersetzte sich Deloncle Déroulède, als dieser begann, die LDP in das boulangistische Abenteuer hineinzuziehen. In dieser Eigenschaft war er einer der Hauptakteure bei der Spaltung der Liga im April/Mai 1888 und spielte eine wichtige Rolle bei der Gründung der Union patriotique de France.
Deloncle versuchte mehrmals vergeblich, ein politisches Mandat zu erhalten.
Henri Deloncle starb 1898 an Lungenversagen, nur 19 Tage, nachdem seine neue Zeitung Les droits de l’homme erstmals erschienen war. Er wurde auf dem Friedhof Père-Lachaise beerdigt.